# Wasilew Skrzeszewski
Wasilew Skrzeszewski – wieś w Polsce położona w województwie mazowieckim, w powiecie sokołowskim, w gminie Repki. Ma status sołectwa.
| SIMC    | Nazwa         | Rodzaj  |
| ------- | ------------- | ------- |
| 0685386 | Wirów-Kolonia | kolonia |

Dawniej Wirów-Kolonia należała do wsi Wirów, od 1 stycznia 1973 w gminie Jabłonna Lacka. 5 października 1973 Wirów-Kolonię odłączono od sołectwa Wirów w gminie Jabłonna Lacka i włączono do sołectwa Wasilew Skrzeszewski w gminie Repki.
W latach 1975–1998 miejscowość administracyjnie należała do województwa siedleckiego.
Wierni Kościoła rzymskokatolickiego należą do parafii św. Stanisława w Skrzeszewie.